# Štvrtocká píla

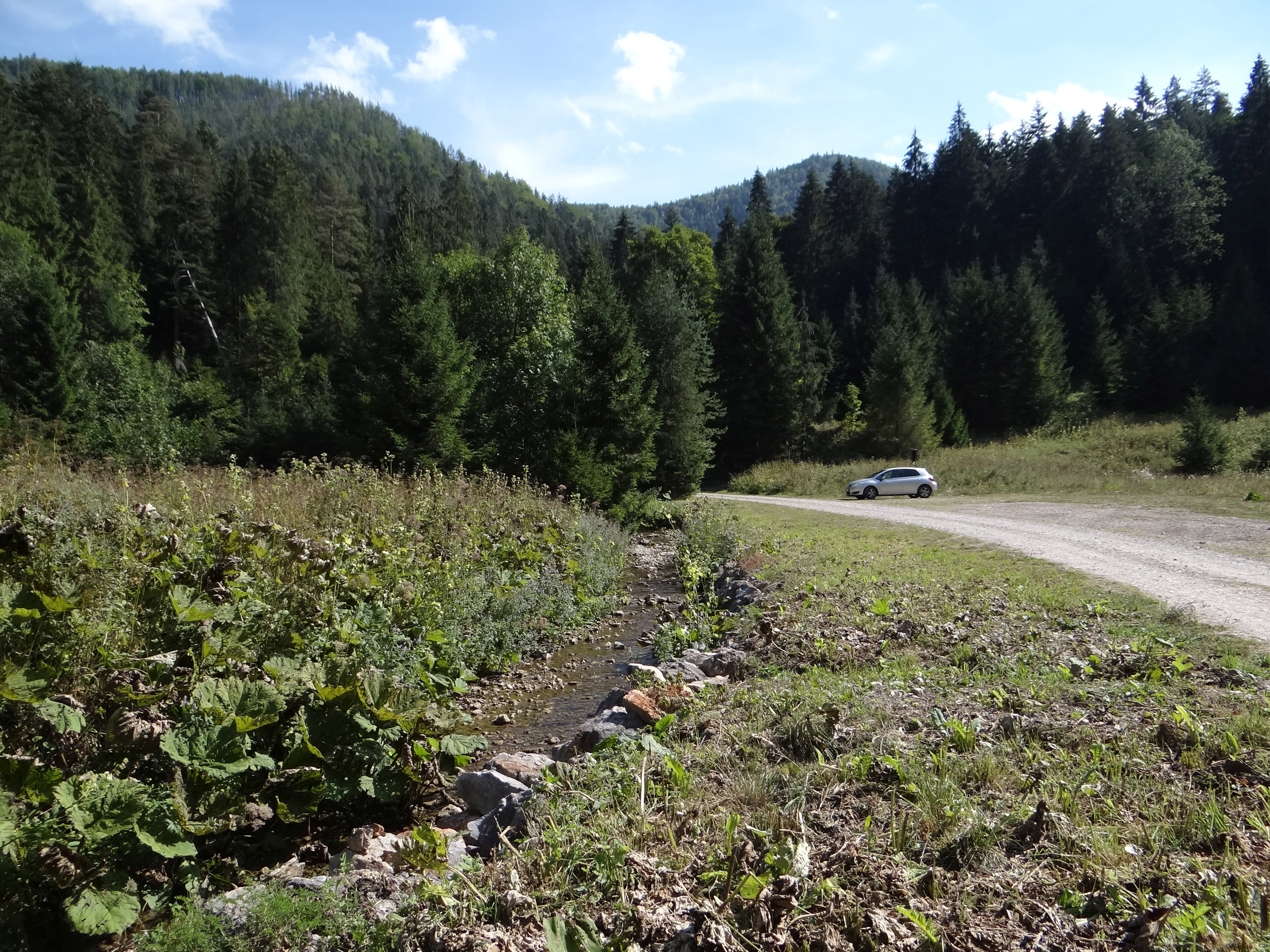
Štvrtocká píla

Štvrtocká píla – położona na wysokości około 630 m polana w Dolinie Veľkej Bielej vody w Słowackim Raju. Znajduje się na lewym brzegu potoku Veľká Biela voda, w miejscu, w którym uchodzi do niego Štvrtocký potok. Na potoku tym nieco powyżej polany znajduje się zbiornik wodny Blajzloch. 
Obecnie na polanie Štvrtocká píla znajduje się tylko leśniczówka. Obok polany, ale po drugiej stronie potoku prowadzi droga Hrabusice – Stratená. Przez polanę prowadzi także szlak turystyki pieszej łączący te miejscowości.
Szlaki turystyczne
  Podlesok – Hrabušická Píla – Horáreň Sokol – Štvrtocká píla – przełęcz Kopanec – Stratená (Krivian). Czas przejścia: 4 h
Koordynaty
48°55′38″N 20°19′27″E/48,927222 20,324167